# マーク・ウェバー
- マーク・ウェーバー

マーク・アラン・ウェバー（Mark Alan Webber, 1976年8月27日 - ）は、オーストラリア出身のレーシングドライバーであり、元F1ドライバー。日本のマスメディアにおいて、姓は「ウェーバー」と表記・発音されることもある。

## 略歴

### F1参戦以前
オーストラリア・ニューサウスウェールズ州のクィンビャンで生まれる。
15歳から18歳までカートで経験を積むと、1995年にオーストラリアのフォーミュラ・フォードにフル参戦した。ランキング2位で終え、1996年に渡英しイギリスのフォーミュラ・フォードに参戦する。ランキングは惜しくも2位となるが、年末のフェスティバルでは他を寄せ付けず優勝を果たす。
1997年はアラン・ドッキング・レーシングよりイギリスF3に参戦（チームメイトは黒澤治樹と五十嵐勇大であった）し、1勝を挙げる。マールボロマスターズでは3位。その年でF3を卒業し、メルセデスのジュニアチームと契約する。
1998年はメルセデスでFIA-GT選手権を戦う。ベルント・シュナイダーらと好戦を演じ、5勝、シリーズ3位で終える。
1999年は、ル・マンでの活動が主となった。しかし、彼の運転するメルセデス・ベンツ・CLRには、走行中に車体のグラウンド・エフェクトが急激に失われるという、車体構造に設計上の致命的な欠陥があった。予選中と決勝日のウォームアップ走行中に、車体が離陸し舞いあがった後路面に叩きつけられるという事故が二度も続いた。二度の事故で車両は修復不能となったため、ウェバーは決勝に出走することができなかった。なお、同チームは対策のためカナードを追加した車両を決勝に出走させたが、ピーター・ダンブレックがドライブ中に、再度同様の事故に見舞われた。そのアクシデントでメルセデスがスポーツカー部門から撤退したことを受けて、ウェバーはフォーミュラに戻った。その後、初めてF1マシン（アロウズのテスト）を経験した。
2000年から国際F3000に参加。アロウズのF3000でシーズンを戦う。序盤は得点を重ねるも中盤で失速。ランキング2位から大きく離される3位（1勝）でシーズンを終える。
2001年は名門スーパー・ノヴァで戦う。そこで3勝しランキング2位につける。だがジャスティン・ウィルソンに完敗だった。この年は、ベルギーのスパ・フランコルシャンで開催されたレースで起きたアクシデントにより、靱帯を損傷している。

### F1時代

#### ミナルディ
2002年
ミナルディでF1デビューする。戦闘力の劣るミナルディだったが、地元オーストラリアの開幕戦でトヨタのミカ・サロを振り切り5位に入賞した。その後は入賞できずにいたが、2002年シーズン中盤でジャガー・レーシングの車両をテストする機会を得て、翌2003年にはジャガーに移籍した。ミナルディでは、予選結果でチームメートのアレックス・ユーン、アンソニー・デビッドソン（第13戦、第14戦のみ）に全勝した。

#### ジャガー・レーシング
2003年
中堅チームのジャガーでブラジルGPの第1予選で暫定ポールポジションを取り、シーズン全体ではセカンドロー2回という結果を残した。最終的に入賞7回、最高位6位。ランキング10位で2003年を終える。
2004年
マレーシアGPでジャガーチームの最高位・予選2位となりフロントローを得るが決勝ではスタートで出遅れ失速。鈴鹿でも予選3位を得るがリタイヤ。第12戦ドイツの6位をベストに、以後のレースはノーポイントだった。ジャガーがシーズン途中に成績不振から撤退を発表・撤退をひかえており車体も前年から大きな開発がなかったため、決勝の結果は安定しないものの、将来チャンピオンを取りうる逸材と関係者から評価されていた。

#### ウィリアムズ
2005年

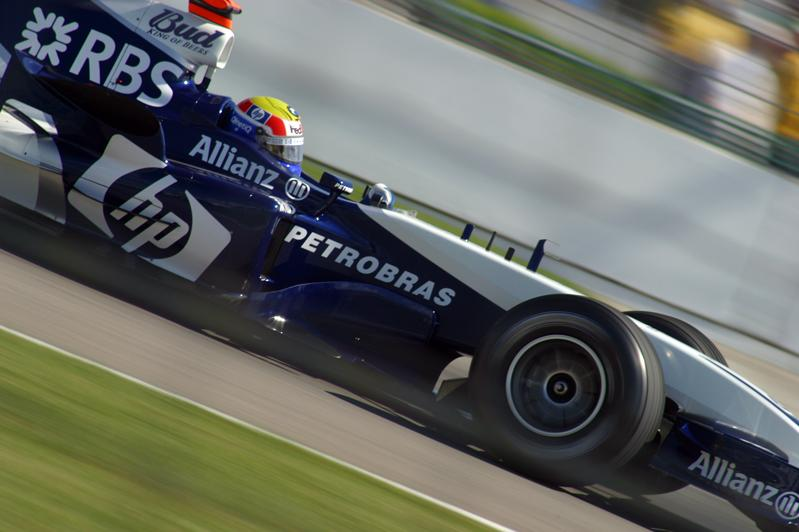
2005年アメリカGP

ジャガーを離れ、名門ウィリアムズに移籍、モナコGPでF1では初めての3位表彰台を獲得した。予選では相変わらずの速さを見せたが、決勝ではスタートで順位を落とすことが多く、レースペースもチームメイトであるニック・ハイドフェルドの後塵を拝することが多かったことから、関係者の間でもこれまでの高評価に疑問が呈された。
2006年
ハイドフェルドに代わって新人ニコ・ロズベルグがチームメイトとなる。ウィリアムズがBMWエンジンを失い戦闘力が大きく低下した為、彼も大きく成績を落とした。予選で好位置を獲得し、決勝でも力強い走りを見せるもののマシントラブルでリタイア、というシーンが度々見られ、特にモナコGPでは、予選でフロントローにたち、決勝でも3位を走行していたにもかかわらずトラブルでリタイアを喫し、怒りのあまりステアリングをコックピット内に叩き付けた。ハンガリーGP直前、ウィリアムズがロズベルグとアレクサンダー・ヴルツのラインナップを発表。移籍先を探すことになったが、8月7日、古巣ジャガーを買収し2005年から参戦していたレッドブル・レーシングに移籍することが発表された。

#### レッドブル・レーシング
2007年

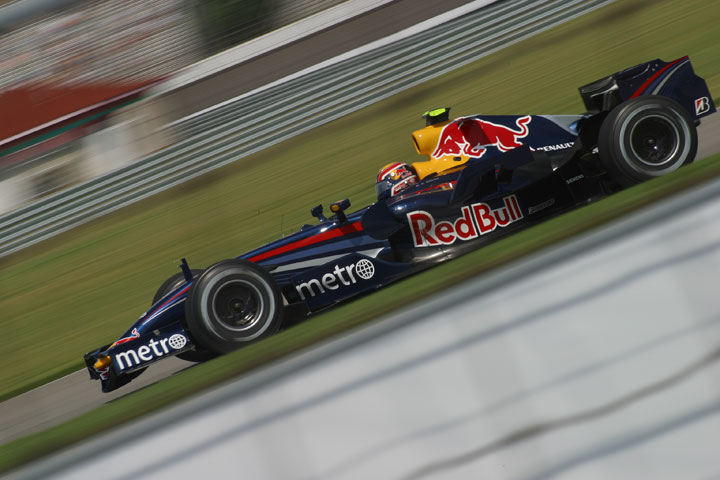
2007年アメリカGP

マシンの信頼性不足でチームメイトのデビッド・クルサードとともに苦労するが、豪雨となったヨーロッパGPで3位表彰台を獲得（クルサードも5位）。マシンの信頼性不足等により決勝では苦労したが、ほとんどのGPで予選Q3（トップ10）に進出し、持ち前の予選での速さを見せた。第15戦日本GPの決勝では、食あたりを起こしレース中に嘔吐するなど最悪な体調の中、2位を走行していたものの、セーフティカー先導時に姉妹チームのトロ・ロッソのセバスチャン・ベッテルに追突されリタイアとなった。初めはベッテルを強く非難していたが、後にマクラーレンのルイス・ハミルトンがセーフティカー先導時に故意にブレーキングをして事故に発展させたという疑惑が出ると、ハミルトンへの批判が強くなった。
2008年
前年から信頼性不足が懸念されていたが、平均レベルに改善された。開幕戦は大混乱の中で完走は出来なかったものの、以降モナコGPまで5戦連続で入賞した。第7戦カナダGPでは入賞を逃したが、次の第8戦フランスGPでは6位入賞した。第9戦イギリスGPの予選では自己最高タイとなる2番グリッドを獲得したが、1周目のスピンで最後尾に後退、追い上げを見せるも入賞を逃した。その後第12戦ヨーロッパGPまでノーポイントに終わったが、次のベルギーGPで8位に入り久々のポイントを獲得した。
2009年

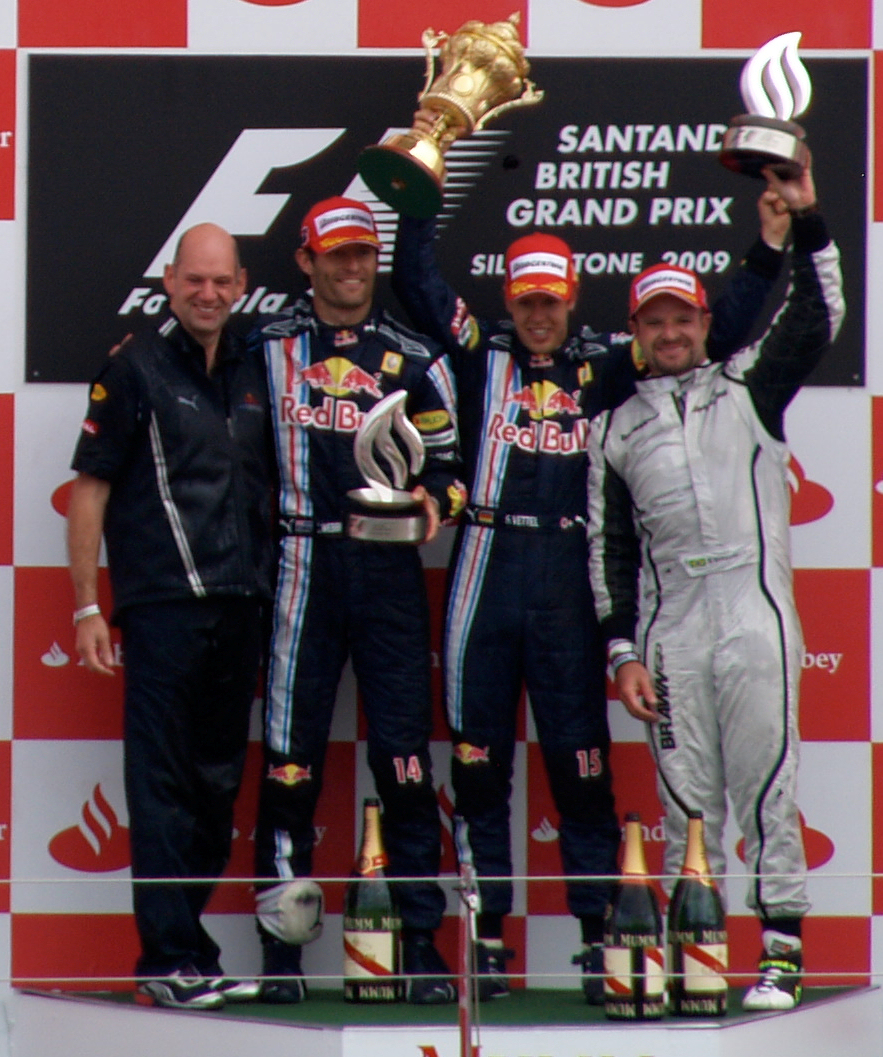
2009年イギリスGP表彰台にて

自身が主催するイベント「マーク・ウェバー・ピュア・タスマニア・チャレンジ」の競技中において、足を骨折したためウィンターテストの半分をキャンセルするという、最悪な状態から始まる。
開幕戦地元のオーストラリアでも足を引きずる場面が見受けられ、不安視されたが、エイドリアン・ニューウェイが開発したRB5を操り、第2戦マレーシアGPでは6位入賞（レース距離が75％を満たしていなかったので、F1史上5度目となるハーフポイントとなり1.5ポイントを獲得）。続く第3戦中国GPでは、07年日本GPを思わせるような雨の中、この年からチームメイトとなったベッテルに敗れはしたものの、開幕2連勝中のブラウンGPのジェンソン・バトンとのバトルを繰り広げ、自己最高位である2位をもぎ取るなど、開幕前の不安とは裏腹にまずまずのスタートダッシュを切った。
第4戦以降も、第5戦スペインGPで3位表彰台、第7戦トルコGP、第8戦イギリスGPで2位表彰台を獲得するなど、チームメイトのベッテルの成績には劣るものの引けをとらない走りを見せた。
第9戦ドイツGPではF1参戦132戦目にして初のポールポジションを獲得。決勝、スタート時にブラウンGPのルーベンス・バリチェロに対する幅寄せによりドライブスルーペナルティーを科されたが、父アランがピットから見つめる中、ポールトゥーウィンでF1初優勝。1981年のアラン・ジョーンズ以来のオーストラリア人ウィナーとなり、無線で喜びを爆発させた。
第10戦ハンガリーGPでは、初のファステストラップを記録した。第12戦ベルギーGPでは、ピットアウト時に後方にいたBMWのハイドフェルドの前へ無理に出て接触しそうになり、ドライブスルーペナルティを受け9位ノーポイントに終わった。
第16戦ブラジルGPでは大雨の混乱の中予選2位を獲得し、ドライとなった決勝ではポールポジションのバリチェロを1回目のピットストップで逆転し、そのままゴールまでトップをキープし続け、シーズン2勝目を挙げた。
シーズン中盤まではベッテルと互角のポイントを獲得し、一時はランキング2位に位置していたが、第11戦から5戦連続でノーポイントに終わったことが響き、最終的にはランキング4位でシーズンを終えた。
2010年
引き続きレッドブルからF1に参戦した。

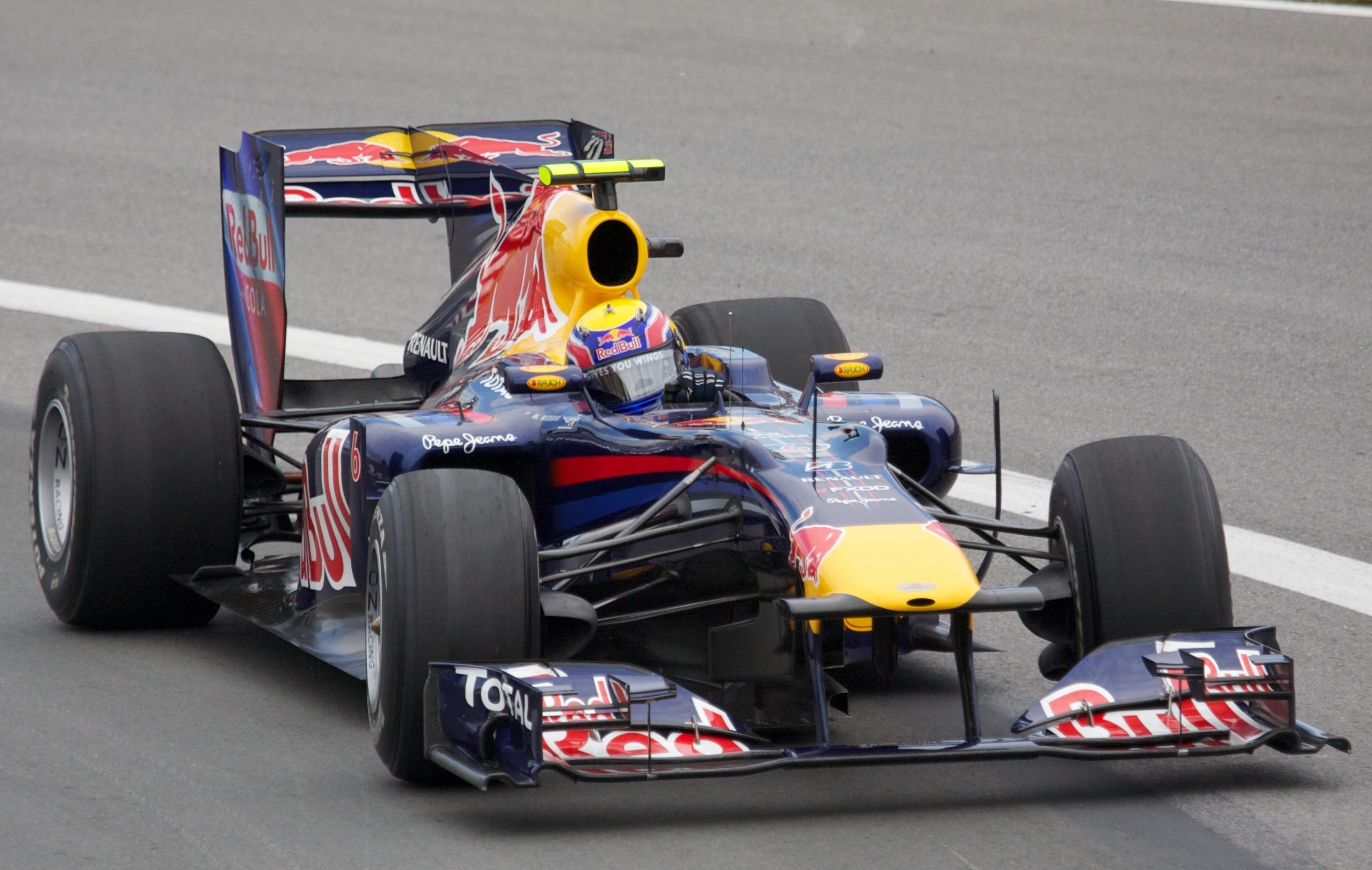
2010年カナダGP

第3戦マレーシアGPでは予選Q3で他のチームが深溝のウェットタイヤを装着したのに対して浅溝のインターミディエイトを装着したのが功を奏し、自身2度目のポールポジションを獲得する。決勝ではスタートにおいて昨年に続きチームメイトであるベッテルにかわされるものの2位表彰台に上った。続く第4戦は予選でフロントローを獲得したものの、ウエットレースとなった決勝では8位に沈んだ。
第5戦スペインGPでは予選全セッション1位でポールポジションを獲得、決勝でもスタートから1度もトップを譲らない完璧な走りでシーズン初、通算3度目となる優勝を飾った。
第6戦モナコグランプリでもポールポジションを獲得し、4度のセーフティーカーが入る荒れたレースを生き抜き、伝統のグランプリをポールトゥーウィンで飾った。また、ウェバーにとっては初の連勝となった。
ヨーロッパグランプリでは予選2番手につけたもののオープニングラップで大きく後退し、タイヤ交換を行ったことで後方に下がってしまう。そして10周目に前方を走行するロータスのヘイキ・コバライネンをかわそうとして追突、ウェバー車の左フロントタイヤがコバライネン車の右リアタイヤに乗り上げる形でウェバーのマシンは飛び上がって看板と接触、さらに上下逆さまのまま路面に叩きつけられタイヤバリアに突っ込んで停止した。幸いにも双方に怪我はなかった。
その後はドイツGPをのぞく4戦中3戦で予選2位を獲得、ベッテルがミスを繰り返すのと対照的に安定した走りでその間2勝している。特にイギリスGPでは自身が装着していた新型フロントウィングを午前中のフリー走行突然脱落させたベッテルに「盗られる」という逆境をものともせず、スタートでトップに立つとパンクで後方に下がったベッテルをしり目に余裕のトップチェッカーを受けた。このときウェバーはチームへの無線で「ナンバー2にしては上出来だろ？」と皮肉とも嫌味とも取れる発言を行っている。
また第12戦ハンガリーGPでは予選2番手につけたが、決勝ではスタートでフェルナンド・アロンソにかわされ3位に後退してしまう。しかし、レース序盤にセーフティーカーが出た際にステイアウトしトップに浮上すると、レース再開後には2位を走行していたベッテルがドライブスルーペナルティーを受けて後退したこともあり、後続を引き離し十分なリードを築く。ピットストップ後もトップを守り優勝した。
その後もランキング2位以内をキープし続けるが、大雨の韓国GPで自らのミスによりスピンしてリタイア。ベッテルもマシントラブルでリタイアしたが、このレースで緊張の糸が切れたのか、その後のレースでは精彩を欠く。最終戦のアブダビGPまでチャンピオン獲得の可能性を残したが、決勝でコンクリートウォールに接触し順位を落とした事でチームメイトのベッテルが逆転で初のチャンピオンとなり、ウェバーはランキング3位でシーズンを終えた。
2011年
開幕から連勝しランキングトップを独走するベッテルとは対照的に2011年は後に「(レッドブルの)もう1台とは別のカテゴリのようだった」と語るほど悩み未勝利が続いたものの、最終戦であるブラジルGPでシーズン初優勝を飾った。
シーズン中盤までランキング2位を維持していたものの、戦闘力が増したフェラーリのアロンソやマクラーレンのハミルトンやバトンの追い上げを受け順位を落としつつ激しい2位争いを繰り広げ、最終的にはランキング3位、年間ファステストラップ記録数1位（年間7回記録）でシーズンを終えた。第13戦イタリアGP後に2012年までの1年契約を結んだ。
2012年
開幕戦オーストラリアGPで4位入賞を果たし、母国GPでの自己最高リザルトを更新した。
続く第2戦マレーシアGP、第3戦中国GP、第4戦バーレーンGPにおいてもベッテルが苦戦するのに対し、安定した走りを見せ開幕から4戦連続4位入賞を果たした。
第6戦モナコGPではポールスタートからロズベルグやアロンソらの追撃を振り切りモナコ2勝目を達成した。また、モナコ2勝以上達成した初のオーストラリア人ドライバーとなった。ヨーロッパGPは予選19番手に沈んだが、そこから追い上げを見せ4位を獲得した。イギリスGPではトップのアロンソを残り5周で抜きシーズン2勝目を挙げたが、これがF1での最終勝利となる。同グランプリ後、チームとの契約を2013年まで延長した。
2013年
開幕戦オーストラリアGPでは6位とこの年も表彰台を逃した。第2戦マレーシアGPでは終盤に差し掛かりピット戦略でベッテルをかわし首位を走行。この段階でウェバーはプライムタイヤでピットアウト、ベッテルはオプションタイヤで2位だった。これ以上争わないようチームオーダーが出るが、従ったウェバーに対し無視したベッテルが暖まらないタイヤで走るウェバーに勝負を仕掛け、ウェバーは優勝をさらわれる。憤慨したウェバーが表彰台控え室でベッテルに「マルチ21（レッドブルの順位固定のチームオーダーの暗号）だろ?セブ」と問いかける場面が全世界に放送され、ウェバーとベッテルの確執は後戻りのできないものになった。
イギリスGP前に今シーズン限りの引退・及び来年からポルシェからWECに参戦する事を発表。その後は度々表彰台に上るも未勝利に終わり、終盤9連勝を達成したベッテルの影に隠れる形でF1のキャリアを終えた。ラストレースとなった最終戦ブラジルGPではレース後のインラップでヘルメットを外して走行し、観衆の声援に応えた。

### F1後
2014年からはポルシェワークスの一員となりWECに参戦。2015年にはドライバーズ選手権を制した。2016年の富士ラウンドを前に、同年限りでプロドライバーから引退することが発表された。
その後はF1決勝レース後の表彰式ドライバーズ・インタビュアーを務めた。
夫人との共同ビジネスとしてマネージメント会社「JAMスポーツマネージメント」を設立、2020年1月にルノー・スポール・アカデミー（アルピーヌ・アカデミーの前身）に加入した同郷のオスカー・ピアストリのマネージャーとなった。ピアストリがリザーブドライバーを務めるアルピーヌF1の2023年F1シートを巡り混乱が起こり、ウェバーがピアストリのマネジメントをしている事が報道された。

## 経歴年表
- 1994年 オーストラリアFormula Ford参戦
- 1995年 イギリスFormula Ford参戦
- 1996年 イギリスFormula Ford参戦、フェスティバル優勝
- 1997年 イギリスF3参戦（チーム:Alan Docking Racing）、マルボーロ・マスターズ3位
- 1998年 FIA-GT参戦（チーム:AMG Mercedes） 5勝、シリーズ3位
- 1999年 ル・マン24時間レース参戦（チーム:AMG Mercedes）（マシン:メルセデスCLR-GT1）

アクシデントにより決勝出走せず。アロウズF1をテストドライブ
- 2000年 国際F3000参戦（チーム:European Arrows）（マシン:Lola B99/50） 1勝・21ポイント・総合3位、ベネトンF1をテストドライブ
- 2001年 国際F3000参戦（チーム:Super Nova）（マシン:Lola B99/50） 3勝・39ポイント・総合2位、ベネトンF1公式テストドライバーを務める

## レース戦績

### イギリス・フォーミュラ3選手権
| 年     | チーム                         | エンジン | クラス | 1       | 2       | 3         | 4     | 5       | 6       | 7       | 8       | 9       | 10      | 11      | 12        | 13      | 14      | 15      | 16      | 順位 | ポイント |
| ------ | ------------------------------ | -------- | ------ | ------- | ------- | --------- | ----- | ------- | ------- | ------- | ------- | ------- | ------- | ------- | --------- | ------- | ------- | ------- | ------- | ---- | -------- |
| 1997年 | アラン・ドッキング・レーシング | 無限     | A      | DON 1 6 | SIL 1 6 | THR 1 Ret | BRH 1 | SIL 1 8 | CRO 1 4 | OUL 1 8 | SIL 1 2 | PEM 1 4 | PEM 2 3 | DON 1 4 | SNE 1 Ret | SNE 2 6 | SPA 1 4 | SIL 1 3 | THR 1 7 | 4位  | 131      |

- 太字はポールポジション、斜字はファステストラップ。(key)

### FIA GT選手権
| 年     | チーム         | 使用車両                    | クラス | 1     | 2     | 3     | 4      | 5     | 6     | 7     | 8     | 9     | 10    | 順位 | ポイント |
| ------ | -------------- | --------------------------- | ------ | ----- | ----- | ----- | ------ | ----- | ----- | ----- | ----- | ----- | ----- | ---- | -------- |
| 1998年 | AMG-メルセデス | メルセデス・ベンツ・CLK-GTR | GT1    | OSC 3 | SIL 1 |       |        |       |       |       |       |       |       | 2位  | 69       |
| 1998年 | AMG-メルセデス | メルセデス・ベンツ・CLK-LM  | GT1    |       |       | HOC 1 | DIJ 11 | HUN 1 | SUZ 1 | DON 1 | A1R 2 | HMS 4 | LAG 2 | 2位  | 69       |

- 太字はポールポジション、斜字はファステストラップ。(key)

### 国際F3000選手権
| 年     | チーム                       | 1     | 2     | 3       | 4       | 5       | 6      | 7     | 8     | 9       | 10      | 11      | 12      | 順位 | ポイント |
| ------ | ---------------------------- | ----- | ----- | ------- | ------- | ------- | ------ | ----- | ----- | ------- | ------- | ------- | ------- | ---- | -------- |
| 2000年 | ヨーロピアン・アロウズ F3000 | IMO 3 | SIL 1 | CAT Ret | NÜR Ret | MON Ret | MAG 16 | A1R 4 | HOC 3 | HUN 9   | SPA 16  |         |         | 3位  | 21       |
| 2001年 | スーパーノヴァ・レーシング   | INT 7 | IMO 1 | CAT Ret | A1R 7   | MON 1   | NÜR 2  | MAG 1 | SIL 4 | HOC Ret | HUN Ret | SPA Ret | MNZ Ret | 2位  | 39       |

- 太字はポールポジション、斜字はファステストラップ。(key)

### F1
| 年     | チーム       | シャシー | 1       | 2       | 3       | 4       | 5       | 6       | 7       | 8       | 9       | 10      | 11      | 12      | 13      | 14      | 15      | 16      | 17      | 18      | 19      | 20    | WDC  | ポイント |
| ------ | ------------ | -------- | ------- | ------- | ------- | ------- | ------- | ------- | ------- | ------- | ------- | ------- | ------- | ------- | ------- | ------- | ------- | ------- | ------- | ------- | ------- | ----- | ---- | -------- |
| 2002年 | ミナルディ   | PS02     | AUS 5   | MAL Ret | BRA 11  | SMR 11  | ESP DNS | AUT 12  | MON 11  | CAN 11  | EUR 15  | GBR Ret | FRA 8   | GER Ret | HUN 16  | BEL Ret | ITA Ret | USA Ret | JPN 10  |         |         |       | 16位 | 2        |
| 2003年 | ジャガー     | R4       | AUS Ret | MAL Ret | BRA 9   | SMR Ret | ESP 7   | AUT 7   | MON Ret | CAN 7   | EUR 6   | FRA 6   | GBR 14  | GER 11  | HUN 6   | ITA 7   | USA Ret | JPN 11  |         |         |         |       | 10位 | 17       |
| 2004年 | ジャガー     | R5       | AUS Ret | MAL Ret | BHR 8   | SMR 13  | ESP 12  | MON Ret | EUR 7   | CAN Ret | USA Ret | FRA 9   | GBR 8   | GER 6   | HUN 10  | BEL Ret | ITA 9   | CHN 10  | JPN Ret | BRA Ret |         |       | 13位 | 7        |
| 2005年 | ウィリアムズ | FW27     | AUS 5   | MAL Ret | BHR 6   | SMR 7   | ESP 6   | MON 3   | EUR Ret | CAN 5   | USA DNS | FRA 12  | GBR 11  | GER Ret | HUN 7   | TUR Ret | ITA 14  | BEL 4   | BRA Ret | JPN 4   | CHN 7   |       | 10位 | 36       |
| 2006年 | ウィリアムズ | FW28     | BHR 6   | MAL Ret | AUS Ret | SMR 6   | EUR Ret | ESP 9   | MON Ret | GBR Ret | CAN 12  | USA Ret | FRA Ret | GER Ret | HUN Ret | TUR 10  | ITA 10  | CHN 8   | JPN Ret | BRA Ret |         |       | 14位 | 7        |
| 2007年 | レッドブル   | RB3      | AUS 13  | MAL 10  | BHR Ret | ESP Ret | MON Ret | CAN 9   | USA 7   | FRA 12  | GBR Ret | EUR 3   | HUN 9   | TUR Ret | ITA 9   | BEL 7   | JPN Ret | CHN 10  | BRA Ret |         |         |       | 12位 | 10       |
| 2008年 | レッドブル   | RB4      | AUS Ret | MAL 7   | BHR 7   | ESP 5   | TUR 7   | MON 4   | CAN 12  | FRA 6   | GBR 10  | GER Ret | HUN 9   | EUR 12  | BEL 8   | ITA 8   | SIN Ret | JPN 8   | CHN 14  | BRA 9   |         |       | 11位 | 21       |
| 2009年 | レッドブル   | RB5      | AUS 12  | MAL 6‡  | CHN 2   | BHR 11  | ESP 3   | MON 5   | TUR 2   | GBR 2   | GER 1   | HUN 3   | EUR 9   | BEL 9   | ITA Ret | SIN Ret | JPN 17  | BRA 1   | ABU 2   |         |         |       | 4位  | 69.5     |
| 2010年 | レッドブル   | RB6      | BHR 8   | AUS 9   | MAL 2   | CHN 8   | ESP 1   | MON 1   | TUR 3   | CAN 5   | EUR Ret | GBR 1   | GER 6   | HUN 1   | BEL 2   | ITA 6   | SIN 3   | JPN 2   | KOR Ret | BRA 2   | ABU 8   |       | 3位  | 242      |
| 2011年 | レッドブル   | RB7      | AUS 5   | MAL 4   | CHN 3   | TUR 2   | ESP 4   | MON 4   | CAN 3   | EUR 3   | GBR 3   | GER 3   | HUN 5   | BEL 2   | ITA Ret | SIN 3   | JPN 4   | KOR 3   | IND 4   | ABU 4   | BRA 1   |       | 3位  | 258      |
| 2012年 | レッドブル   | RB8      | AUS 4   | MAL 4   | CHN 4   | BHR 4   | ESP 11  | MON 1   | CAN 7   | EUR 4   | GBR 1   | GER 8   | HUN 8   | BEL 6   | ITA Ret | SIN 11  | JPN 9   | KOR 2   | IND 3   | ABU Ret | USA Ret | BRA 4 | 6位  | 179      |
| 2013年 | レッドブル   | RB9      | AUS 6   | MAL 2   | CHN Ret | BHR 7   | ESP 5   | MON 3   | CAN 4   | GBR 2   | GER 7   | HUN 4   | BEL 5   | ITA 3   | SIN 15† | KOR Ret | JPN 2   | IND Ret | ABU 2   | USA 3   | BRA 2   |       | 3位  | 199      |

- 太字はポールポジション、斜字はファステストラップ。(key)
- †印はリタイアだが、90%以上の距離を走行したため規定により完走扱い。

### FIA 世界耐久選手権
| 年     | チーム           | 使用車両                  | クラス | 1       | 2      | 3      | 4     | 5     | 6     | 7     | 8       | 9     | 順位 | ポイント |
| ------ | ---------------- | ------------------------- | ------ | ------- | ------ | ------ | ----- | ----- | ----- | ----- | ------- | ----- | ---- | -------- |
| 2014年 | ポルシェ・チーム | ポルシェ・919ハイブリッド | LMP1   | SIL 3   | SPA 12 | LMN NC | COA 5 | FSW 3 | SHA 6 | BHR 3 | SÃO Ret |       | 9位  | 64.5     |
| 2015年 | ポルシェ・チーム | ポルシェ・919ハイブリッド | LMP1   | SIL Ret | SPA 3  | LMN 2  | NÜR 1 | COA 1 | FSW 1 | SHA 1 | BHR 5   |       | 1位  | 166      |
| 2016年 | ポルシェ・チーム | ポルシェ・919ハイブリッド | LMP1   | SIL Ret | SPA 26 | LMN 10 | NÜR 1 | MEX 1 | COA 1 | FSW 3 | SHA 1   | BHR 3 | 4位  | 134.5    |

- 太字はポールポジション、斜字はファステストラップ。(key)

### ル・マン24時間レース
| 年     | チーム           | コ・ドライバー                                  | 車                         | クラス | 周回 | 総合順位 | クラス順位 |
| ------ | ---------------- | ----------------------------------------------- | -------------------------- | ------ | ---- | -------- | ---------- |
| 1998年 | AMG-メルセデス   | ベルント・シュナイダー クラウス・ルートヴィッヒ | メルセデス・ベンツ・CLK-LM | GT1    | 19   | DNF      | DNF        |
| 1999年 | AMG-メルセデス   | ジャン＝マルク・グーノン マルセル・ティーマン   | メルセデス・ベンツ・CLR    | LMGTP  | 0    | DNS      | DNS        |
| 2014年 | ポルシェ・チーム | ティモ・ベルンハルト ブレンドン・ハートレイ     | ポルシェ・919ハイブリッド  | LMP1-H | 346  | NC       | NC         |
| 2015年 | ポルシェ・チーム | ティモ・ベルンハルト ブレンドン・ハートレイ     | ポルシェ・919ハイブリッド  | LMP1   | 394  | 2位      | 2位        |
| 2016年 | ポルシェ・チーム | ティモ・ベルンハルト ブレンドン・ハートレイ     | ポルシェ・919ハイブリッド  | LMP1   | 346  | 13位     | 5位        |

## 人物
- 身長は185cm[7]。そのためフジテレビF1中継では、ビッグオージーと呼ばれることもある。
- ウェバーはイギリスのバッキンガムシャーのアストン・クリントンで恋人のアン・ニールと彼女の息子と共に住んでいる。
- アンがイギリスでオープンしたレストランをサポートする形で、その共同経営に携わっている。
- レッドブル時代のチーフディレクター、エイドリアン・ニューウェイによれば、チームメイトのベッテルがメカニカル面（タイヤ、サスペンション、エンジンのドライバビリティetc）のフィードバックに優れていたことに対してウェバーは（ニューウェイ自身が得意とする）空力面でのフィードバックに非常に優れたドライバーで、開発面において理想的なコンビネーションだったと評している。そのため、彼の引退は空力面の開発に於いて大きな損失であったと述べている。
- キャリア132戦目となる2009年ドイツグランプリにて、キャリア初のポールポジション獲得からのポールトゥーウィンという形での初優勝は当時史上最も遅い記録[8][9]であった。そのうち、キャリアで最も遅い初優勝とポールポジション獲得いう記録に関しては、セルジオ・ペレスが前者はキャリア190戦目となる2020年サヒールグランプリにて初優勝を果たし[8]、後者は216戦目となる2022年サウジアラビアグランプリで初ポールポジションを獲得したため、その二つに関してはペレスに移っている。ただし、ポールトゥーウィンに関してはペレスがそのレースで優勝できなかったため、以降もウェバーが保持する形となっていたが、2022年イギリスグランプリにてカルロス・サインツJr.がキャリア150戦目でポールトゥーウィンを達成したため、キャリアで最も遅いポールトゥーウィン達成の記録もウェバーからサインツに移っている。
- 2007年の日本グランプリの際、直前に食べた寿司に当たって食中毒を起こした中でのレースを強いられたためか、それ以来しばらくは日本に対して苦手意識を持っており、2008年8月、ITV-F1のインタビュー[10]において、「無くなってほしいグランプリは?」との質問に「日本」、さらに「鈴鹿か富士かを問わず、とにかく日本」と答えている。そのため反日家という印象を受けがちだが、実際には山本左近が提案した東日本大震災復興支援のビデオに協力したり、ジェンソン・バトンらとプロ野球観戦を満喫したりするなど、日本という国自体が嫌いという発言・態度を取った事実はない。また2009年の日本グランプリ直前の日本メディアの取材で鈴鹿サーキットについては「男を決めるサーキット」と言っているほか、この年の日本GPでファステストラップを記録して以降は苦手意識を見せなくなり、1年後には「待ち遠しくて仕方がない」と話している。
- レース中の無線があまりスポットされない。川井一仁の話によれば、レース以外のテレビインタビューで放送禁止用語等を頻繁に発し、VTRを使えないようにするからである。
- 2008年11月22日、母国オーストラリアで自らが主催するチャリティ・スポーツイベント「マーク・ウェバー・ピュア・タスマニア・チャレンジ」に参加中、自転車に乗っているところを4輪駆動車と接触する事故に遭った。オーストラリアの「ABCラジオ」により、ウェバーは足と腕を複雑骨折していると報道された。また、タスマニア警察のジョン・フォード巡査部長によると、その容態について「重傷だが命の危険はない」とのこと。
- フジテレビF1中継でのニックネームは「南半球のジェームズ・ボンド」。
- 前述のとおり、1999年ル・マン24時間プラクティス、2010年F1ヨーロッパGP（バレンシア）決勝で宙を舞う形のクラッシュを3度起こしている。
- 日本GPではスタート後の2コーナーでロマン・グロージャンに追突され、この追突後もグロージャンはアクセルを踏み続けたためウェバーはスピンしコースアウト。ピットインを余儀なくされた。最終的には9位入賞したものの、グランプリ終了後のインタビューでウェバーはグロージャンを「1周目の頭のいかれたやつ」と強くグロージャンを批判した。1年後の日本GPでは逆に、双方共にトラブルやアクシデントがなくトップ争いをしたことから、｢グロージャンは(ドライバーとして良い意味で)変わった｣と評した。ただしその後も、グロージャンが原因でトラブルやアクシデントが起こった場合、グロージャンに苦言を呈することもある。